# Abdallah Bah
Abdallah Bah (Dakar, 30 novembre 1975) è un ex calciatore guineano, di ruolo portiere.

## Carriera

### Club
Ha cominciato a giocare al Nizza. Nel 1996 è stato inserito nella squadra 2 del Nizza. Nel 1997 è stato acquistato dal FA FA Île-Rousse. Nell'estate 1998 si è trasferito al Mérida. Nel gennaio 1999 è passato al Plasencia. Nell'estate 1999 è stato acquistato dal Leyton Orient. Nel 2000 ha giocato al D.C. United. Nel 2001 è tornato al Nizza 2. Nel 2004 è stato acquistato dal Raon-l'Étape. Nel 2006 si è trasferito al Trinité, con cui ha concluso la propria carriera nel 2009.

### Nazionale
Ha debuttato in Nazionale nel 1998. Ha partecipato, con la Nazionale, alla Coppa d'Africa 1998 e alla Coppa d'Africa 2004.

## Statistiche

### Cronologia presenze e reti in Nazionale
| Cronologia completa delle presenze e delle reti in nazionale ― Costa d'Avorio | Cronologia completa delle presenze e delle reti in nazionale ― Costa d'Avorio | Cronologia completa delle presenze e delle reti in nazionale ― Costa d'Avorio | Cronologia completa delle presenze e delle reti in nazionale ― Costa d'Avorio | Cronologia completa delle presenze e delle reti in nazionale ― Costa d'Avorio | Cronologia completa delle presenze e delle reti in nazionale ― Costa d'Avorio | Cronologia completa delle presenze e delle reti in nazionale ― Costa d'Avorio | Cronologia completa delle presenze e delle reti in nazionale ― Costa d'Avorio |
| Data                                                                          | Città                                                                         | In casa                                                                       | Risultato                                                                     | Ospiti                                                                        | Competizione                                                                  | Reti                                                                          | Note                                                                          |
| ----------------------------------------------------------------------------- | ----------------------------------------------------------------------------- | ----------------------------------------------------------------------------- | ----------------------------------------------------------------------------- | ----------------------------------------------------------------------------- | ----------------------------------------------------------------------------- | ----------------------------------------------------------------------------- | ----------------------------------------------------------------------------- |
| 4-1-1998                                                                      | Conakry                                                                       | Guinea                                                                        | 1 – 0                                                                         | Togo                                                                          | Amichevole                                                                    | -                                                                             | Ingresso                                                                      |
| 28-4-2004                                                                     | Aix-les-Bains                                                                 | Guinea                                                                        | 2 – 4                                                                         | Costa d'Avorio                                                                | Amichevole                                                                    | -4                                                                            |                                                                               |
| 29-5-2004                                                                     | Parigi                                                                        | Senegal                                                                       | 1 – 1                                                                         | Guinea                                                                        | Amichevole                                                                    | -1                                                                            |                                                                               |
| Totale                                                                        |                                                                               | Presenze                                                                      | 3                                                                             |                                                                               | Reti                                                                          | -5                                                                            |                                                                               |